# Rutela laeta
Rutela laeta är en skalbaggsart som beskrevs av Weber 1801. Rutela laeta ingår i släktet Rutela och familjen Rutelidae. Inga underarter finns listade i Catalogue of Life.